# بخش لوهارداگا
بخش لوهارداگا (به انگلیسی: Lohardaga district) یک منطقهٔ مسکونی در هند است که در South Chotanagpur division واقع شده‌است. بخش لوهارداگا ۱٬۴۹۰٫۸۰ کیلومتر مربع مساحت و ۴۶۱٬۷۹۰ نفر جمعیت دارد.